# Vehicle 19
Vehicle 19 ist ein Actionfilm von Regisseur Mukunda Michael Dewil aus dem Jahr 2013. Er wurde in Johannesburg, Südafrika gedreht. Die Premiere war am 7. Februar 2013 in Bahrain. Am 27. Februar folgte der Filmstart in Japan, am 7. März in Deutschland. In den USA kam der Film am 14. Juni 2013 in einer limited Version in die Kinos.
Sämtliche Kameraperspektiven erfolgen aus dem Fahrzeug heraus. Von außen sieht man das Auto nur als Spiegelung in einer Glasfassade sowie in der allerletzten Szene, wenn sich die Kamera vom Fahrzeug entfernt.

## Handlung
Der amerikanische Ex-Häftling Michael Woods will seine Frau in Johannesburg besuchen. Am Flughafen wird ihm von der Mietwagenfirma das Fahrzeug Nr. 19 zugeteilt, das zwar nicht sein gewünschtes Modell ist, Woods akzeptiert dies aber.
Während der Fahrt durch Johannesburg findet er ein Handy und eine Pistole. Über einen Anruf auf dem Handy erfährt er, dass zwei Fahrzeuge verwechselt wurden und er zwecks Fahrzeugtausch zu einer Adresse kommen soll. Auf dem Weg dorthin findet er im Kofferraum die gefesselte Staatsanwältin Shabangu. Sie erzählt ihm eine hanebüchene Geschichte über korrupte Polizisten und ihre Entführung, doch Woods möchte damit nichts zu tun haben. Als sie am Treffpunkt beschossen werden und fliehen können, glaubt er ihr und will ihr helfen.
Woods fährt zur Botschaft, wo sich seine Frau aufhält. Er kann ihre Entführung verhindern, doch die Staatsanwältin wird angeschossen. Sie fertigt eine Audioaufnahme mit allen Hintergründen über die korrupten Polizisten an, die an einen Richter übergeben werden soll. Kurz darauf erliegt sie ihren Verletzungen.
Woods lässt das Auto umlackieren, um nicht sofort von der Polizei entdeckt zu werden. Nach kurzer Zeit wird er aber doch gefunden und von mehreren Polizeiwagen und einem Hubschrauber verfolgt. Er erreicht das Gerichtsgebäude, in dem der gesuchte Richter arbeitet. Da die Polizei alles abgesperrt hat und Woods nicht ins Gebäude kann, nimmt er einen Fernsehreporter als Geisel. Einer der korrupten Polizisten schießt ihn an, doch Woods kann die Audioaufnahme der Staatsanwältin in das Mikrofon des Reporters abspielen.
In der letzten Szene wird im Radio bekannt gegeben, dass ein amerikanischer Tourist bei der Aufklärung eines Korruptionsskandals bei der Polizei mitgeholfen hat.

## Synchronisation
| Darsteller      | Deutscher Sprecher | Rolle                            |
| --------------- | ------------------ | -------------------------------- |
| Paul Walker     | David Nathan       | Michael Woods                    |
| Naima McLean    | Sarah Riedel       | Rachel Shabangu (Staatsanwältin) |
| Gys de Villiers | Ingo Albrecht      | Detective Smith                  |
| Leyla Haidarian | Susanne Geier      | Angelica Moore                   |
| Sizo Motsoko    | Philip Süß         | Junge #1                         |

## Rezeption
Das Lexikon des internationalen Films urteilt, Vehicle 19 sei ein „miserabler Actionfilm ohne Sinn und Verstand, der ausschließlich auf schicke Autos und Verfolgungsjagden setzt“.
Christian Horn von Filmstarts  bewertete den Film als „erzählerisch unsauberen, aber durchaus unterhaltsamen Thriller“ und vergab 3 von 5 möglichen Punkten.
Laut Urteil der Redaktion von kino.de sei der Film „ein packendes Spiel auf Zeit, das dem Publikum den Atem rauben wird. Ein spannender, actionreicher und mitreißender Independent-Film [vor der faszinierenden Kulisse Südafrikas], der auch ohne großes Budget auskommt.“
Die Redaktion von Cinema ist der Meinung, „als erstes stirbt die Logik, und dann das Vertrauen auf den Rest des Streifens, der sich fast nur noch im Auto abspielt.“